# L'Extravagant Docteur Dolittle
Pour le personnage romanesque initial, voir Docteur Dolittle.
Pour les articles homonymes, voir Docteur Dolittle (homonymie).
Pour plus de détails, voir Fiche technique et Distribution.
L'Extravagant Docteur Dolittle (Doctor Dolittle) est un film américain réalisé par Richard Fleischer en 1967, pour la 20th Century Fox, sorti en 1967. Il s'agit d'une adaptation d'un personnage de roman créé par Hugh Lofting en 1920.

## Synopsis
Un petit port de pêche d'Angleterre, en 1845. Le vétérinaire du village, John Dolittle, passionné d'animaux, a appris le langage de nombre d'entre eux grâce à son perroquet. Il ne recherche pas la compagnie des humains qui le prennent pour un fou. Ayant reçu, en cadeau d'un ami, un lama à deux têtes "Tire-moi, Pousse-moi", il le vend à Albert Blossom, directeur de cirque, pour financer son voyage à la recherche de l'Escargot des Mers. Mais bientôt, il est arrêté et condamné à l'internement par le Juge de Paix, le général Bellowes, pour ses "extravagances". Avec la complicité de Matthew Mug, Tommy Stubbins et Emma Fairfax (nièce du général), il s'évade et prend la mer avec eux. Un naufrage les jette sur le rivage de "l’Ile sous les étoiles", une île flottante en danger : les courants la poussent vers le nord. Voulant sauver ses habitants, Dolittle demande à une baleine de déplacer l'île. Mais le choc fait tomber un rocher sacré, ce qui provoque la colère des indigènes, qui se calme quand l'île, toujours poussée par le cétacé, se rattache au continent. À l'issue de ces aventures mouvementées, Dolittle rencontre enfin l'Escargot des Mers et le convainc de ramener ses amis en Angleterre, tandis que lui-même reste sur place pour étudier le "Grand Mars Lunaire", un papillon gigantesque. Quelque temps plus tard, une lettre apprend à Dolittle qu'il a été gracié et que l'on a besoin de lui dans son pays. Il rentre donc à Londres sur le dos du Grand Mars.

## Fiche technique
Sauf indication contraire, les informations mentionnées dans cette section peuvent être confirmées par les bases de données cinématographiques IMDb et Allociné,  présentes dans la section « Liens externes ».
- Titre original : Doctor Dolittle
- Titre français et québécois : L'Extravagant Docteur Dolittle
- Réalisation : Richard Fleischer
- Scénario : Leslie Bricusse, d'après le roman L'Extravagant Docteur Dolittle écrits et illustrés par Hugh Lofting
- Musique : Leslie Bricusse
- Direction artistique : Ed Graves et Jack Martin Smith
- Décors : Mario Chiari
- Costumes : Ray Aghayan
- Photographie : Robert Surtees
- Son : James Corcoran, Murray Spivack
- Montage : Samuel E. Beetley et Marjorie Fowler
- Production : Arthur P. Jacobs
  - Production associée : Mort Abrahams
- Sociétés de production: Twentieth Century Fox et APJAC Productions
- Société de distribution : Twentieth Century Fox
- Budget : 17 millions de $[1]
- Pays de production :  États-Unis
- Langue originale : anglais
- Format : couleur (DeLuxe)
  - version 35 mm — 2,35:1 (CinemaScope)
  - version 70 mm — 2,20:1 (Panavision 70)
- Genre : comédie musicale, aventure, fantastique, romance
- Durée : 152 minutes
- Dates de sortie[2] :
  - États-Unis : 19 décembre 1967
  - France : 3 janvier 1968
- Classification :
  - États-Unis : approuvé (Approved), puis tous publics en 1994 (G - General Audiences)
  - France : tous publics
- Affiche : Raymond Elseviers (Belgique)

## Distribution
- Rex Harrison (V.F. parlée et chantée : Raymond Gérôme) : Le docteur John Dolittle
- Samantha Eggar (V.F. parlée : Arlette Thomas, V.F. chantée : Anne Germain) : Emma Fairfax
- Anthony Newley (V.F. parlée : Dominique Paturel, V.F. chantée : José Bartel) : Matthew Mug
- Richard Attenborough (V.F. parlée et chantée : Georges Aminel) : Albert Blossom
- Peter Bull (V.F. : Jean Martinelli) : Le général Braillard (Bellowes en V.O.)
- Geoffrey Holder (V.F. : Georges Aminel) : William "Willie" Shakespeare X
- Ginny Tyler (non crédité) (V.F. : Lita Recio) : Polynesia le perroquet
- Muriel Landers : Mme Blossom
- William Dix : Tommy Stubbins
- Portia Nelson : Sarah Dolittle
- Norma Varden (V.F. : Marie Francey): Lady Petherington

Acteurs non crédités
- Angelo Rossitto : Le nain
- Gilchrist Stuart : Le vicaire

## Distinctions
Source : Internet Movie Database et Allociné

### Récompenses
1968
- Golden Globes : Golden Globe du meilleur acteur dans un second rôle pour Richard Attenborough
- Motion Picture Sound Editors : Golden Reel Award du meilleur montage son – dialogues
- Oscars :
  - Oscar des meilleurs effets spéciaux pour L.B. Abbott
  - Oscar de la meilleure chanson originale pour Leslie Bricusse ("Talk to the Animals")

1996
- Genesis Awards : meilleur long métrage classique

### Nominations
1968
- American Cinema Editors : meilleur montage d'un film
- Golden Globes :
  - Meilleur film musical ou de comédie
  - Meilleur acteur dans un film musical ou une comédie pour Rex Harrison
  - Meilleure musique de film pour Leslie Bricusse
  - Meilleure chanson originale pour Leslie Bricusse ("Talk to the Animals")
- Grammy Awards : meilleure musique originale écrite pour un film ou une émission de télévision pour Leslie Bricusse
- Oscars :
  - Meilleur film pour Arthur P. Jacobs
  - Meilleure photographie pour Robert Surtees
  - Meilleure direction artistique (décors) pour Mario Chiari, Jack Martin Smith, Ed Graves, Walter M. Scott et Stuart A. Reiss
  - Meilleur son pour 20th Century-Fox Studio Sound Department
  - Meilleur montage pour Samuel E. Beetley et Marjorie Fowler
  - Meilleure bande originale pour Leslie Bricusse
  - Meilleure musique, partition de musique, adaptation ou traitement pour Lionel Newman et Alexander Courage
- Photoplay Awards : film préféré pour Rex Harrison
- Writers Guild of America Awards : meilleur scénario pour une comédie musicale américaine pour Leslie Bricusse

### Autre
- National Board of Review : inscription sur la liste des dix meilleurs films de l'année 1967

## Éditions en vidéo
En France, le film L'Extravagant Docteur Dolittle est sorti en DVD le 3 décembre 2013 et le 1er septembre 2015. Le film est également sorti en VOD le 1er août 2014.